# Charles Laughton
Charles Laughton (n. 1 iulie 1899, Scarborough, Anglia, Regatul Unit al Marii Britanii și Irlandei – d. 15 decembrie 1962, Hollywood, California, SUA) a fost un actor și regizor american de origine englez, emigrat în SUA. A obținut cetățenia americană în anul 1950.

## Filmografie
- 1932 O noapte de groază (The Old Dark House), regia James Whale
- 1932 Island of Lost Souls (1932)
- 1933 Viața particulară a lui Henric al VIII-lea (The Private Life of Henry VIII, 1933, pentru care a primit premiul Oscar)
- 1939 Cocoșatul de la Notre Dame (The Hunchback of Notre Dame), regia William Dieterle
- 1939 Hanul Jamaica (Jamaica Inn), regia (Alfred Hitchcock)
- 1943 Aceasta este țara mea (This Land Is Mine), regia Jean Renoir
- 1948 Arcul de triumf (Arch of Triumph), regia Lewis Milestone
- 1952 Casă plină (O. Henry's Full House)
- 1957 Martorul acuzării (Witness for the Prosecution), regia Billy Wilder